# Anniceris (filosoof)
Anniceris (Oudgrieks: Ἀννίκερις) (fl. ca. 320-280 v.Chr.) was een oud-Grieks filosoof van de Cyrenaïsche school. Hij richtte een aparte afdeling van de school op die bekend werd als de Anniceraioi.

## Leven
Er zijn geen bronnen die met zekerheid zijn levensloop kunnen situeren, behalve een citaat waaruit blijkt dat hij een volgeling was van Paraebates. Dit zou kunnen aangeven dat hij een tijdgenoot was van Alexander de Grote. Diogenes Laërtius schreef over Anniceris dat hij Plato vrijkocht van Dionysius I, de tiran van Syracuse. Wanneer we echter de levensloop van Anniceris plaatsen in de laatste helft van de 4e eeuw v.Chr., is het mogelijk dat deze passage verwijst naar een eerdere Anniceris, die, volgens Aelianus een gevierd wagenrenner was.

## Leer
Hij onderschreef het typische hedonisme van de Cyrenaïsche school en argumenteerde dat het doel van elke actie het eigen plezier zou moeten zijn, aangezien we toch niets kunnen weten over de ervaringen van anderen. Hij matigde in navolging van Aristippus de implicaties van dit hedonisme door te stellen dat de wijze belang hecht aan respect voor de ouders, patriottisme, dankbaarheid en vriendschap. Hierdoor beïnvloedde hij mogelijk ook Epicurus. Genot dient volgens hem dus niet opgevat te worden als de negatie of afwezigheid van pijn, aangezien dood het einde inhoudt van alle pijn, maar desondanks niet gezien kan worden als genot. Absoluut genot is te vinden in bepaalde deugden zoals in de liefde voor het vaderland, familie en vrienden. In deze relaties vindt de mens genot, ondanks het feit dat het kan leiden tot pijnlijke en zelfs fatale gevolgen. Vriendschap is niet te herleiden tot een bevrediging van behoeften, maar is op zichzelf ook een bron van plezier of genot.
Daarenboven stelt Anniceris - in tegenstelling tot de meeste andere leden van de Cyrenaïsche school - dat wijsheid of voorzichtigheid op zichzelf niet voldoende zijn als een garantie tegen fout denken. Een wijze man is degene die een gewoonte heeft aangeleerd tot wijs handelen, hoewel menselijke wijsheid op elk moment de mogelijkheid tot dwaling bevat. Anniceris benadrukte ook de rol van het intellect in hedonistische praktische rationaliteit. Hij nam hierbij Aristoteles' inzicht over dat de cultivatie van de juiste gewoonten onontbeerlijk was.
- Gemeinsame Normdatei: 102379637
- Virtual International Authority File: 27455060